# Peter Schmidt (Jurist)
Peter Schmidt (* 1943 in Leipzig) ist ein deutscher Jurist und früherer Richter am Bundesverwaltungsgericht. 

## Leben
Schmidts Großvater war der Leipziger Architekt August Hermann Schmidt.
Er studierte Rechtswissenschaft an den Universitäten Tübingen, Berlin und München. Nach der Zweiten Juristischen Staatsprüfung wurde er 1971 juristischer Mitarbeiter des Bayerischen Verwaltungsgerichtshofs. 1972 wurde Schmidt zum Gerichtsassessor ernannt und dem Bayerischen Verwaltungsgericht München zugewiesen. Ab 1974 war er als Regierungsrat, ab 1975 als Oberregierungsrat am Bayerischen Staatsministerium des Innern tätig. 1977 wechselte er an das Landratsamt Oberallgäu. Im September 1980 wurde Schmidt zum Richter am Bayerischen Verwaltungsgericht München ernannt und an den Bayerischen Verwaltungsgerichtshof abgeordnet. 1981 folgte die Ernennung zum Richter am Bayerischen Verwaltungsgerichtshof. 
Im August 1989 wurde Schmidt zum Richter am Bundesverwaltungsgericht ernannt. Dort gehörte er dem 5. Revisionssenat an, der unter anderem für das Fürsorgerecht, das Asylbewerberleistungsrecht, das Schwerbehinderten-, das Mutterschutz-, das Jugendhilfe- und Jugendschutzrecht, die Ausbildungs- und Berufsbildungsförderung sowie das Vertriebenen- und Staatsangehörigkeitsrecht zuständig ist. Zuletzt war er stellvertretender Vorsitzender dieses Senats. Er trat zum 1. März 2008 in den Ruhestand.
Schmidt ist Mitautor des Kommentars zur Verwaltungsgerichtsordnung von Eyermann.
Sein Bruder Albrecht Schmidt (* 1938) ist der ehemalige Sprecher des Vorstandes und Aufsichtsratsvorsitzender der Bayerischen Hypo- und Vereinsbank AG.